# أليس ليدل

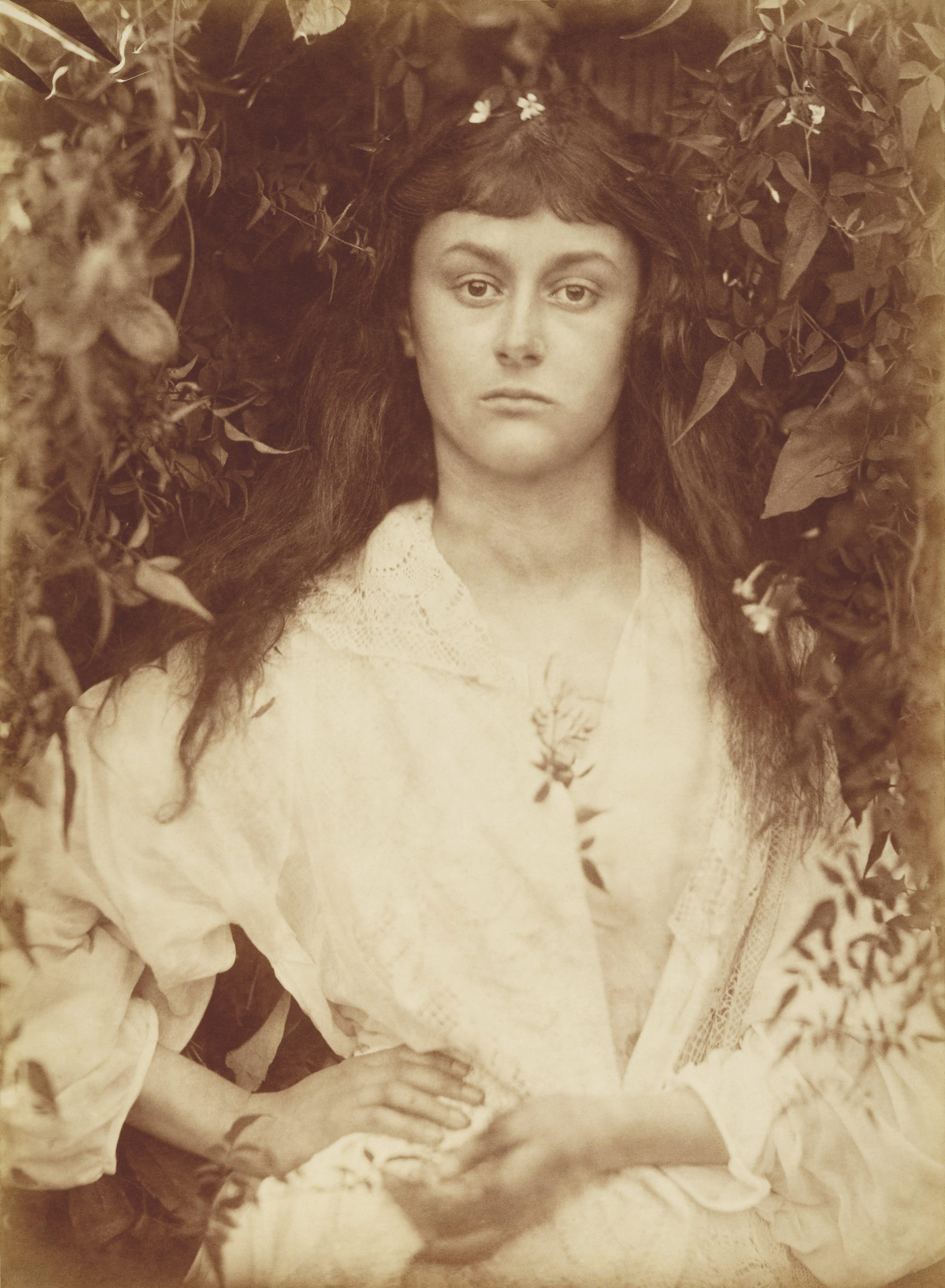
أليس ليدل وهي فتاة صغيرة.

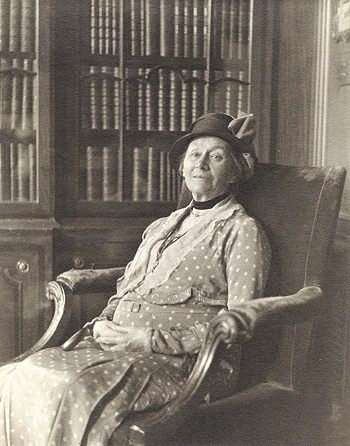
أليس ليدل في سنواتها الأخيرة

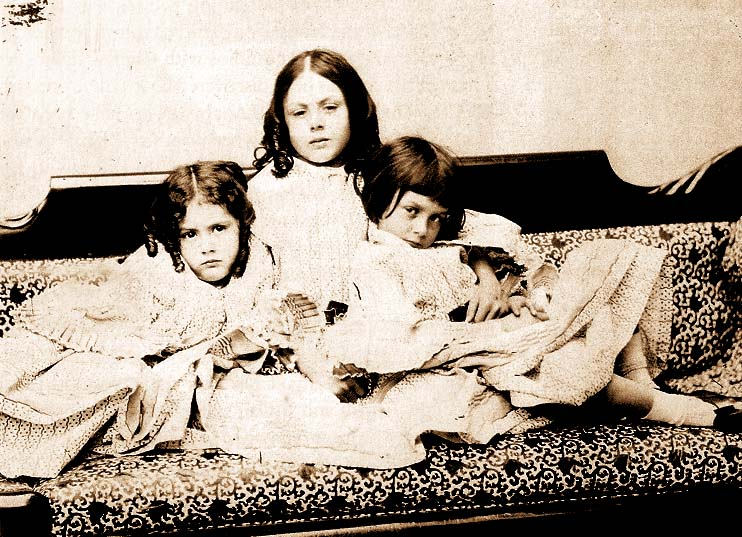
أليس ليدل مع أخواتها، صورت بواسطة لويس كارول في 1859.

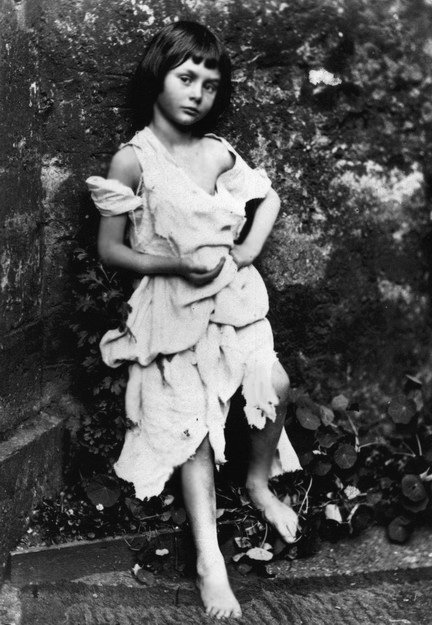
أليس ليدل في 1858، صورت بواسطة لويس كارول.

أليس بليزانس ليدّل (بالإنجليزية: Alice Pleasance Liddell) (ولدت 5 مايو، 1852 - توفيت 16 نوفمبر، 1934)، كانت مصدر للشخصية الرئيسية لقصة الأطفال الكلاسيكية أليس في بلاد العجائب للكاتب لويس كارول.

## وصلات خارجية
- معلومات أخرى عن أليس ليدل واليس في بلاد العجائب'
- صور لقبرها